# Hypercompe mielkei
Hypercompe mielkei là một loài bướm đêm thuộc phân họ Arctiinae, họ Erebidae.